# おひつじ座41番星
おひつじ座41番星 (41 Arietis, 41 Ari) は、おひつじ座の恒星で4等星。

## 概要
太陽の3.2倍の質量を持つB型主系列星を主星とする分光連星で、伴星は主星から15auの軌道を約30年掛けて周回していると考えられている。
1612年にオランダの天文学者ペトルス・プランシウスは、この星とおひつじ座33番星、35番星、39番星の4つの星から「みつばち座 (Apes)」を設けた。ドイツの天文学者ヤコブス・バルチウスは、1624年にこれを「すずめばち座 (Vespa) 」と改称したが、後に Apes に戻している。ヨハネス・ヘヴェリウスは、これらの星を用いて星図上に「蝿 (Musca) 」を描いたが、独立した星座ではなくおひつじ座の一部とした。また、ヨハン・ボーデも同じく「蝿 (Musca) 」を「ウラノグラフィア」の中に描いているが、これもおひつじ座の一部としている。アレクサンダー・ジェイミソンは、彼の星図（ジェミーソン星図）の中に「北蝿座 (Musca Borealis) 」として描き、独立した星座として扱っている。またオギュスタン・ロワーエは同じ星々でゆり座を創作している。
結局、1922年に星座が88個と定められた際にこれらの星座は採用されず、41番星はおひつじ座の一部とされた。

## 名称
学名は41 Arietis（略称は41 Ari）。おひつじ座では3番目に明るく見える恒星だが、バイエル符号は付けられていない。
固有名のバラニー (Bharani) は、ヒンドゥーの月宿であるナクシャトラの第2宿バラニー (Bharani) に由来する。2017年6月30日に国際天文学連合の恒星の命名に関するワーキンググループ (Working Group on Star Names, WGSN) は、Bharani をおひつじ座41番星Aaの固有名として承認した。